# Вальтер Каценштайн
Вальтер Каценштайн (нім. Walther Katzenstein, 8 жовтня 1878 — 9 вересня 1929) — німецький академічний веслувальник.
Олімпійський чемпіон 1900 року в складі розпашної четвірки зі стерновим B.